# Jared Homan
Jared William Homan (Remsen, 6 marzo 1983) è un ex cestista statunitense naturalizzato bulgaro.

## Carriera
Dall'inizio della sua carriera da cestista professionista nel 2005, ha giocato ogni stagione in una squadra diversa: 2005-06 nel Campionato greco con il Maroussi; 2006-2007 in Turchia con l'Antalya Buyuksehir, 2007-2008 in Polonia con lo Śląsk Wrocław, 2008-2009 in Croazia con lo Cibona e 2009-2010 ritorna in Grecia al Maroussi. Nel luglio del 2010 firma un contratto con la Virtus Bologna andando a giocare nella Serie A italiana.
Il 2 novembre 2011 nel corso di un allenamento colpisce con un pugno il suo allenatore Alessandro Finelli.
Dopo qualche giorno risolve il contratto con la Virtus Pallacanestro Bologna.

## Palmarès
- Campionato croato: 1

Cibona Zagabria: 2008-09
- Coppa di Croazia: 1

Cibona: 2009